# 映画へようこそ!
映画へようこそ!（えいがへようこそ!）は、毎日放送（MBSテレビ）で、毎週金曜日深夜（日付上は土曜日未明）で放送されている映画番組。当初は「MBS Friday Cinema Night」という番組名であった。
2009年9月25日（日付上は、同年9月26日）放送分を以って、無期限の放送休止に入っており、再開時期も未定である（後述）。

## 概要
関西地区での古い洋画は、サンテレビやテレビ大阪での放送がほとんどであるが、たまに当番組でも放送される。テレビ東京系列やサンテレビが受信出来ない地区の視聴者には貴重な番組。
浜村は冒頭にしか登場せず、最新の映画情報とその週の映画について解説した後、決め台詞として「それでは、ただいまから上映します」と言う。
かつては兄弟番組として、土曜日深夜（日付上は日曜日未明）に「MBS Saturday Cinema Night」、日曜日深夜（日付上は月曜日未明）に「MBS Sunday Cinema Night」という枠があった（いずれも解説者はいない。「Sunday-」では解説は静止画にて紹介）が、「Saturday-」は1998年春に、「Sunday-」は2006年頃に廃枠となっている。

## 放送時間
放送される映画によって長短があったが、基本的には日本時間の金曜日26・27時台（土曜日午前2・3時台）を中心に放送される。

## 出演
- 浜村淳（進行役・解説） - MBSラジオ『ありがとう浜村淳です』の毎週金曜日の放送で、本番組の見どころ紹介のコーナーを設けていた。

## 無期限の放送休止へ
2009年9月25日（日付上は、同年9月26日）放送分の『デッドゾーン』を以って、無期限で放送休止に入ることとなり、再開時期も未定である。